# Biosfärområde

Karta som visar antalet biosfärområden per land (2013).

Ett biosfärområde (engelska: biosphere reserve) är ett område som ingår i Unescos världsomspännande nätverk inom programmet Man and Biosphere (MAB). Programmet inrättades 1971 för att förbättra relationerna mellan människan och miljön globalt. Biosfärområdena ska fungera som modellområden för hållbar utveckling. De ska ha höga kulturhistoriska och biologiska landskapsvärden, som ska värnas, men samtidigt också nyttjas på ett långsiktigt hållbart sätt. Aktiviteterna inom biosfärområdena utformas genom lokal samverkan. Biosfärområden utses av Unescos globala styrelse för Biosfärprogrammet efter nominering från medlemsländerna. I juni 2019 fanns 701 biosfärområden i 124 länder.
Ett biosfärområde består av tre zoner. Det innersta kärnområdet är ett strikt naturskyddat område. Utanför detta ligger en buffertzon som används för verksamhet som är förenlig med biosfärområdets bevarandemål och som bidrar till forskning, övervakning och utbildning. Ytterst finns ett utvecklingsområde för utveckling av metoder för nyttjande som är socialt, kulturellt och ekologiskt hållbart.

## Biosfärområden i Sverige
I Sverige är biosfärområden ett komplement till naturvårdsarbetet vid sidan av kultur- och naturreservat, nationalparker och andra skyddade områden med höga natur- och kulturvärden. Ett biosfärområde innebär dock inget skydd i juridisk mening och medför heller inga ytterligare inskränkningar vad gäller markanvändningen eller allemansrätten.
I Sverige finns sju biosfärområden: Kristianstads vattenrike, Vänerskärgården med Kinnekulle, Älvlandskapet Nedre Dalälven, Blekinge arkipelag, Östra Vätterbranterna, Voxnadalen och Vindelälven-Juhtatdahka.
Torneträsk blev biosfärområde på 1980-talet, men detta drogs tillbaka av Sverige 2010 på grund av bristande lokalt engagemang.

## Biosfärområden i Finland
I Finland finns Skärgårdshavets biosfärområde (omfattande bland andra Skärgårdshavets nationalpark) och Norra Karelens biosfärområde (med bland andra Petkeljärvi nationalpark och Patvinsuo nationalpark).